# Ed Philips and the Memphis Patrol
Az Ed Philips and the Memphis Patrol 2011-ben alapított magyar együttes, mely kizárólag Elvis Presley korai, főként gyors tempójú dalainak előadásával foglalkozik.

## Az együttes előzményei
Az együttes alapítója és vezetője Ed Philips, nevének E.P. kezdőbetűi Elvis Presley nevére utalnak. Békéscsabán született 1975-ben. Noha gyermekkorában zeneiskolába is járt, későbbi tudását autodidakta módon szerezte. 15 éves kora óta foglalkozik zenével. Első zenekara a The Other Side volt, mellyel 1995-ben megyei tehetségkutatót nyertek. Alapító tagja volt a békéscsabai Vinny and the Hunny Hunters együttesnek. 1999-ben Pécsre költözött, ott 2003-ig a PMD Blues Band, majd 2005 és 2010 között a Menthol rock and roll zenekar tagja volt.
2009 januárjában indult az angliai Blackpool város Elvis Presley-versenyén, ahol az énekhangon felül az Elvishez minél hasonlóbb megjelenést is értékelték. A versenyen profi kategóriában bejutott a döntőbe, a legjobb 10 közé. Ekkoriban a klasszikus rock and rollt játszó Blue Moon Riders együttes énekese volt.

## Az együttes története
Az addig különféle zenekarokban és stílusokban működő Ed 2010-ben Budapestre költözött, majd 2011-ben megalakította az Ed Philips and the Memphis Patrol együttest, melynek célja Elvis Presley korai, főként rockabilly stílusú dalainak hiteles, de ugyanakkor mégis újszerű előadása, Elvis művészetének átemelése a 21. századba. Szakított az Elvishez való minél nagyobb külső hasonlósággal és a versenyeken szokásos utánzással. Három rutinos, a rockabilly műfajban járatos zenész csatlakozott hozzá, Long Tall Sonny rhythm and blues gitáros, Csikány Tamás (Fácán) rockabilly dobos és Lizard Firehand nagybőgős.
A koncerteken amerikai katonai egyenruhában lépnek fel. A ruhák és a színpadkép a katonai ládákkal egyaránt utalás Elvis katonaéveire. A hangszerek, a gitárerősítő és a mikrofon korhű, az előadások energikus és robbanékony stílusa a rockabilly fénykorát idézi. Koncertjeiket a megszokottól eltérő színpadkép és a látványos show-elemek teszik egyedivé. A dalokat friss és új hangszerelésben adják elő, olykor jelentősen eltérve az eredetitől, de mindvégig megmaradva az ötvenes évek főként rockabilly hangzásánál, valamint Elvis énekstílusánál.
Első albumuk 2013. január 8-án, Elvis Presley születésnapján jelent meg. Ezt követte a második, úgynevezett „piros album”  2017 januárjában, szintén Elvis születésnapja tiszteletére. Az albumon a Four Fathers énekegyüttes és Ferenczi György is közreműködött. Több klipjük jelent meg, folyamatosan koncerteznek Magyarország mellett Nyugat-Európában, rockabilly fesztiválok rendszeres fellépői. 2012-ben és 2017-ben szerepeltek a Magyar Televízió M1 csatornájának SzerencseSzombat műsorában, valamint 2018-ban a Duna TV Család-barát magazinműsorában.
A bel- és külföldön továbbra is rendszeresen koncertező együttesnek 2023. január 8-án, Elvis Presley 88. születésnapján jelent meg a harmadik, #3 című albuma.

## Tagok
Az együttes alapító tagjai Ed Philips énekes, Csikány Tamás Fácán dobos, Long Tall Sonny gitáros és Lizard Firehand nagybőgős voltak. Lizard Firehand négy év után távozott az együttesből, helyére 2015-ben a Magic Cats Rockabilly Band korábbi nagybőgőse, a pápai Németh Zoltán (Zedy) került, mint az együttes legfiatalabb tagja. 2017 őszén Csikány Tamás váratlanul távozott az együttesből, helyére Kiss Tomi (Little Tom) került, aki egyben a Sonny and his Wild Cows dobosa is. 2018 tavaszán újabb tagváltozás történt, Németh Zoltán a Mystery Gang együttesbe távozott, helyére Paszinger Zoltán (Singer), a Mystery Gang korábbi bőgőse került.  
- Ed Philips (2011–), ének, az együttes vezetője
- Long Tall Sonny (2011–), az ötvenes évek amerikai zenéit, főként klasszikus rhythm and blues-t játszó gitáros, egyben a Sonny and his Wild Cows énekese, gitárosa és vezetője, 2011-ig a Tom Stormy Trio gitárosa
- Kiss Tomi (Little Tom) (2017–), egyben a Sonny and his Wild Cows dobosa
- Paszinger Zoltán (Singer) (2018–), előzőleg a Mystery Gang bőgőse

### Korábbi tagok
- Gyík (2011–2015), nemzetközi nevén Lizard Firehand, az arizonai Jack Wheeler és a brit St.Jam's Blues Band nagybőgőse
- Csikány Tamás (2011–2017), népszerű nevén Fácán,  nemzetközi művésznevén Tom Stormy rockabilly dobos, a rockabilly műfaj egyik hazai megteremtője, az egykori Gunning Dogs dobosa, tíz évig a Mystery Gang, majd a Tom Stormy Trio dobosa és vezetője
- Németh Zoltán (Zedy) (2015–2018), korábban a Magic Cats Rockabilly Band bőgőse

## Albumok
- Ed Philips and the Memphis Patrol : 17 HOT ELVIS SONGS  -  kiadó: GrundRecords  (2013. január 8.)
- Piros album – kiadó: Star People Productions (2017. január 8.)
- #3 (2023.január 08.)

## Klipek
- Viva Las Vegas - (MTV, 2012)
- Blue Suede Shoes - (MTV, 2012)
- Rock-A-Hula Baby - (MTV, 2014)
- Bossa Nova Baby - (MTV, 2014)
- Peace in the Valley (Ferenczi György közreműködésével) – DeadLens Pictures (2016)
- Let Yourself Go – Star People Productions (2017)
- Frankfort Special (A Fool Moon énekegyüttes közreműködésével) – Star People Productions (2017)
- I Beg of You (2017 Sziget Fesztivál Klip) – Star People Productions (2017)
- Kissin' Cousins (MTV, 2017)
- Rock-A-Hula Baby (Los Tiki Pictures, 2021)
- I Got Stung (2022. november 6.)